# José Fernández de la Hoz
José María Fernández de la Hoz Gómez (Madrid, 19 de marzo de 1812-Madrid, 27 de enero de 1887) fue un político español.  

## Biografía
Fue fiscal de la de la Audiencia de Madrid y del Tribunal de Guerra y Marina. Diputado en 1844 por Madrid, revalidó su escaño en 1846, 1850 y 1857 por Ciudad Real, en 1863 por Pontevedra y en 1865 por Madrid. Fue  ministro de Gracia y Justicia entre enero y junio de 1858, en el gobierno de Francisco Javier de Istúriz. En la restauración borbónica en España se afilió al Partido Liberal Fusionista, y fue un destacado canovista. Fue senador vitalicio. Actualmente existe en Madrid, en el distrito de Chamberí, una calle con su nombre.